# Cicciolina
Cicciolina eller Ilona Staller (egentlig Elena Anna Staller, født 26. november 1951 i Budapest) er en ungarsk-italiensk tidligere pornostjerne og politiker.
Hun startede sin showbiz-karriere i 1970'erne som vært i et italiensk radioprogram, Radio Luna, og medvirkede i en række mainstreamfilm inden hun debuterede som pornostjerne i filmen Il telefono rosso (1983), instrueret af hendes mangeårige kæreste Riccardo Schicchi.
Cicciolina er politisk aktiv og blev i 1987 valgt ind i det italienske parlament.
I 1991 ægtede hun den amerikanske kunstner Jeff Koons, og har stået model til en række af hans skulpturer.
Navnet Cicciolina er italiensk og hentyder til en storbarmet kvinde. En anden betydning er den lille småfede, men dette er direkte rettet mod Ilona Staller.